# Венера Капуйська
Венера Капуйська, Афродіта Капуйська (італ. Afrodite di Capua) — давньоримська мармурова статуя II ст. н. е., що зберігається в Національному археологічному музею Неаполя. Зображує богиню Венеру, яка пише на щиті, і являє собою римську адаптацію класичного грецького типу Афродіти Коринфської.

## Опис
Була знайдена в XVIII столітті в руїнах давньоримського амфітеатру в Капуї, руки були відсутні. Представляє богиню кохання і вроди Венеру, оголену до пояса, з драпірованими ногами. Статуя спирається на праву ногу, а ліва злегка зігнута і стоїть на шоломі. Торс повернутий майже в анфас, а голова, вбрана діадемою, повернута вліво і дещо нахилена до плеча. Цоколь стародавній, він має видовжену форму, із закругленими боками і вирізаною канавкою.
Статуя висічена з одного блока каррарського мармуру, разом з цоколем. Втрачені руки при реставрації відновлені в мармурі: ліва рука в повітрі, права опущена, що має нагадувати позу пряхи. Верхня права частина цоколя вирізана для розміщення обіч фігурки Амура, яка надалі була прибрана.

## Порівняння з іншими статуями

### Афродіта Коринфська
Голландсько-англійський археолог Джеймс Міллінген, вивчаючи в 1826 році статую, зіставив її зі зображеннями на римських монетах Коринфа. На них видно богиню з витягнутими в боки руками, яка держить щит. На деяких монетах вона зображена в храмі, що стоїть на горі: очевидно, це храм Афродіти на Коринфському акрополі, де згідно з Павсанієм стояла статуя Афродіти «озброєної». На думку німецького археолога Адольфа Фуртвенглера, автором її був скульптор IV ст. до н. е., можливо Скопас. Афродіта дивиться на себе в бронзовий щит Ареса, відомого з поеми «Аргонавтика» Аполлодора Родоського. Фуртвенглер вважав Венеру Капуйську точною копією давньогрецької статуї.

### Венера Мілоська
Венера Капуйська часто порівнюється з Венерою Мілоською, бо їх об'єднує багато спільних рис: оголений торс, положення ніг і дуже характерне драпірування з тканини, що покриває ноги спочатку спереду, потім ззаду, і нарешті пола спадає між ніг. Обидві є відсиланням до грецького оригіналу, Афродіти Коринфської.
Існують відмінності в зачісці, у драпіруванні (джгут тканини відкриває лобок, складки спадають з лівого коліна) і в об'ємі тіла в просторі (у Венери Капуйської більш присадкуватий). Відмінності також проявляються в стилі й у виконанні елліністичної і римської скульптур.
Важливою відмінністю є положення голови, бо воно змінює форму художнього виразу. У Венери Мілоської голова поставлена прямо, у Венери Капуйської нахилена. Це означає, що перша насправді дивиться на своє віддзеркалення в щиті, тоді як друга дивиться на свою руку, пишучи на щиті. Венера Капуйська є одним з варіантів, створених римськими скульпторами за зразком Афродіти Коринфської, цю модель вони також використовували для зображень Вікторії, яка пише на щиті, про це можна судити з монет доби Флавіїв і Антонінів.